# Momonaki
momonaki（モモナキ）は、北海道を拠点に活動していたアイドルユニット。スターダストプロモーション芸能3部に所属していた。レーベルはスターダスト音楽出版（STARDUST MUSIC）。

## 概要
スターダストプロモーション芸能3部（当時の3B junior）より選抜された現役中学生のユニットとしてデビュー。ユニット名「momonaki」の由来は、メンバーの名前（ももこ・なな・ひなき）を組み合わせたもの。2009年より、momoko単独での活動が多く、3rd・4thシングルは、momokoによる単独作品。2011年、momokoのメジャーデビューが決定したことにより事実上の活動休止状態。2012年、momo（momoko）の事務所脱退により事実上の解散となった。

## メンバー
- momoko（ももこ）

1996年9月8日生まれ。北海道出身。アクターズスタジオ（札幌校）出身。本名・川上桃子。ホリプロに移籍後、「唯月ふうか」に改名。現在、舞台（ミュージカル）を中心に活動中。
- 谷川菜奈（たにかわ なな）

1997年1月30日生まれ。愛知県出身。A型。地方組Bミルクレープ（高井つき奈・綿谷香春・長尾寧音・小川千尋・谷川菜奈）のメンバー。3BjuniorBOOK2011summer発売記念イベント〜3Bjuniorの夏祭り!〜（吉祥寺PARCO）、ももいろクローバーZ ももいろ夜ばなし第一夜『白秋』（2012年11月17日、Zepp Tokyo）に出演。現在はINCUBATIONに所属。アパレルブランド「LEANN（リーン）」のディレクターを務めている。
- 矢野妃菜喜（やの ひなき）

1997年3月5日生まれ。兵庫県出身。A型。私立恵比寿中学の元メンバー（出席番号7番）。スターダストプロモーション退所後、芸能事務所WARAHATAに移籍し、主演映画二作品に出演。ソニー・ミュージックアーティスツに移籍後、月影妃菜喜（つきかげ ひなき）として、陽光真理愛（はるひ まりあ）とのユニット「うたたねこ歌劇団」を結成。SHIROBAKOに在籍していた。現在声優等で活躍中。

## 作品

### シングル
- 君さえいれば from LOCO MACK（2009年5月23日、SDMC-0004）

1. 君さえいれば from LOCO MACK
（作詞：LOCO MACK・琴織 作曲・編曲：Ken Harada）
2. 君さえいれば from LOCO MACK アカペラver.
（作詞：LOCO MACK・琴織）

- Hey Mr.DJ（2009年8月23日、SDMC-0006）

1. Hey Mr.DJ（for super generation）
（訳詞：前川薫）
2. GLORY DAYS (RADIO-EDIT SHORT VERSION)
（作詞：琴織 作曲・編曲：渡辺和紀）

- Fallin' Snow（2009年11月18日、SDMC-0009）

1. Fallin' Snow
（作詞：堀下さゆり 作曲・編曲：江口亮）
2. GLORY DAYS (FULL VERSION)
（作詞：琴織 作曲・編曲：渡辺和紀）

- 教室（2011年1月19日、SDMC-0020）
  - 桃（from Superduper Radio Next Generation）×ユウスケP feat.初音ミク名義。

### WEB配信
iTunes
- Fallin' Snow (illumi.ver)（2010年1月20日） ※momonaki with Mayumi Ohira名義。

### オムニバス
- STARDUSTMUSIC presents “こころもNATURAL” special sampler（2009年12月2日）※非売品

「Fallin’Snow LAWSON 限定1コーラスver. 」を収録。※東京都内のナチュラルローソン（62店舗各160枚）にて女性限定で無料配布。

## 作品概要
2009年までは、北海道地区のローソンのみの販売路線であったが2010年より全国のローソンのLoppiにて購入が可能となった。

「スタダ 3Bjunior ラスト大全集」（2014年1月1日、SDMC-0122）で再メディア化。
- 1stシングルの楽曲「君さえいれば from LOCO MACK」

LOCO MACKの楽曲「君さえいれば」のカバー曲。CDリリース前の着うた配信でプロモーション活動無しにも関わらずダウンロード数が1万件を記録。その後、北海道地区のローソン限定でCDをリリース。
- 2ndシングルの楽曲「Hey Mr.DJ（for super generation）」

Zhanéの楽曲「Hey Mr. D.J.」の日本語カバー曲。この楽曲は、2010年9月11日放送された『ランク王国』（TBS）にて「ライムスターの宇多丸が選ぶ アイドルラップソング TOP 10」として取り上げられ5位にランクインした。
- 3rdシングルの楽曲「Fallin' Snow」

momokoがメインボーカル（単独作品）として歌唱。『第29回さっぽろホワイトイルミネーション』（2009年11月27日-2010年2月11日）のコラボレートソングに選出され、同イベントでは、札幌交響楽団のコンサートマスターヴァイオリン奏者大平まゆみとスペシャルユニットを結成し、特別バージョン「Fallin' Snow - X'mas version -」を披露した。後に再収録された『Fallin' Snow (illumi.ver)』がiTunesのみにて限定配信された。
- 4thシングルの楽曲「教室」

前作に引き続きmomokoによる単独作品であり、初音ミクによるコラボ作品。初音ミク起用理由は、札幌市と初音ミクを開発したクリプトン・フューチャー・メディアとの連携協定に関係する（札幌市を参照）。『第30回さっぽろホワイトイルミネーション』（2010-2011年）のコラボレートソングに選出。

### タイアップ
CDジャケットのイラストは、エフエム北海道（AIR-G'）とのタイアップ企画により誕生した携帯コミック『LISTEN!』の著者ヤマモトマナブによるデザインであり、ユニコーンのキャラクターデザインは、ひでた芙実による作品。及び、Air-G'のラジオ番組『Superduper Radio Next Generation 「LISTEN!」』とのコラボレートソング。
- Fallin' Snow

第29回さっぽろホワイトイルミネーション（2009年11月27日 - 2010年2月11日）のコラボレートソング。
- 教室

第30回さっぽろホワイトイルミネーション（2010年11月26日 - 2011年2月13日）のコラボレートソング。

## 出演
テレビ番組
- ランク王国（TBS、2010年9月11日）

「ライムスターの宇多丸が選ぶ アイドルラップソング TOP 10」にて5位に2ndシングル「HEY Mr.DJ（for super generation）」がランクインした。
書誌
- B.L.T.（北海道版）9月号（2009年7月24日、東京ニュース通信社）